# 德西特双星实验
德西特效应由威廉·德西特于 1913 年    （丹尼尔·弗罗斯特·康斯托克于 1910 年也描述了该效应）描述，并用来支持狭义相对论，与沃尔特·里茨于 1908 年提出的发射理论相抗衡，该理论假设光速随发射物体的速度而变化。德西特表明，里兹理论预测双星的轨道会显得偏心，与实验和力学定律不符，并且与天文观测不一致。肯尼斯·布雷彻 (Kenneth Brecher)于 1977 年通过观察X 射线光谱证实了这一点。 对于与狭义相对论相关的其他实验，请参阅狭义相对论检验。

## 效果
根据简单的发射理论，物体发出的光应该以{\displaystyle c}相对于发射物体。如果没有复杂的拖拽效应，光就会以相同的速度移动，直到最终到达观察者。对于直接朝向（或远离）观察者移动的物体{\displaystyle v} ，那么这束光预计仍会以{\displaystyle (c+v)} （ 或者{\displaystyle (c-v)} ) 到达我们这里时。
1913 年，威廉·德西特 (Willem de Sitter)提出，如果这是真的，那么对于我们而言，在双星系统中运行的恒星通常会交替向我们靠近和远离我们移动。从轨道不同部分发出的光会以不同的速度向我们传播。对于附近轨道速度较小的恒星（或轨道平面几乎垂直于我们的视线），这可能仅仅使恒星的轨道看起来不稳定，但对于轨道速度和距离（以及倾角）的足够组合，接近过程中发出的“快”光将能够赶上甚至超过恒星轨道退行阶段早期发出的“慢”光，并且恒星将呈现出混乱且不连续的图像。也就是说，对于远处的观察者来说，开普勒运动定律显然会被违反。
德西特对双星进行了研究，发现恒星的计算轨道没有出现非开普勒轨道的情况。由于在简单的发射理论中，“快”和“慢”光信号之间的总飞行时间差异预计会与距离成线性比例，并且该研究（统计上）将包括距离和轨道速度和方向合理分布的恒星，因此德西特得出结论，如果模型正确，就应该看到这种效应，而没有看到这种效应意味着发射理论几乎肯定是错误的。

## 笔记
- 现代德西特类型的实验反驳了光传播速度可能部分取决于发射器速度（ c'=c + kv ）的观点，其中发射器的速度v可以是正数或负数， k是 0 到 1 之间的一个因子，表示光速取决于源速度的程度。德西特设定了k < 0.002 的上限，但消光效应使得该结果值得怀疑。 [4]
- 德西特的实验因消光效应而受到JG Fox的批评。也就是说，在飞向地球的过程中，光线会被相对于地球几乎静止的星际物质吸收并重新发射，因此无论原始光源如何运动，光速相对于地球都应该保持恒定。 [8]
- 1977年，肯尼斯·布雷彻（Kenneth Brecher）发表了类似的双星调查结果，并得出了类似的结论——双星轨道上任何明显的不规则性都太小，无法支持发射理论。与德西特引用的数据相反，布雷歇尔观察了X射线光谱，从而排除了消光效应可能造成的影响。他设定了{\displaystyle k<2\times 10^{-9}} . [6]
- 也有一些陆地实验反驳了这些理论，请参阅测试发射理论的实验。